# Lilli Alanen
Lilli Kristina Alanen, född Gullichsen 16 oktober 1941 i Björneborg, död 22 oktober 2021 i Helsingfors, var en finländsk filosof och författare. Hon var professor i filosofi vid Uppsala universitet från 1997 till 2008. 

## Biografi
Lilli Alanen var dotter till Harry och Maire Gullichsen. Hon var gift med Sakari Alanen från 1964 till 1989.
Alanen avlade doktorsexamen med en avhandling om René Descartes 1982. Hon var specialiserat på filosofins historia och i synnerhet René Descartes och David Hume.